# 勤美誠品綠園道
24°09′04″N 120°39′50″E / 24.1509963°N 120.663848°E
勤美誠品綠園道（Park Lane by CMP），是一間位於臺灣臺中市西區的中型購物中心，商場樓板面積約為5,500坪，曾為閒置多年的大廣三百貨量販公益店舊址，後由勤美集團接手整修，並與誠品集團共同招商，於2008年5月開業。商場主力核心店為誠品書店、UNIQLO、UFC GYM、各式主題餐廳。

## 歷史
- 1996年，由廣三集團旗下廣三建設興建的「廣三大地王大樓」完工，並成立「大廣三百貨量販」，本大樓是將停車場設在中間（4F～14F），百貨在下，餐飲在上（14F～17F），後來在勤美誠品綠園道仍延用此種設計
- 1999年，因廣三集團財務問題使大廣三大樓遭法院查封[3]。
- 2005年，由勤美集團以新台幣17億元取得大樓產權。
- 2007年，成立「全國物業管理股份有限公司」，針對勤美集團在台中開發購物中心所設的專業物業管理公司。
- 2008年，與誠品集團合作，採聯合招商及委託誠品經營管理方式成立「勤美誠品綠園道」。5月24日，改建完成正式開幕。
- 2010年買下相鄰的道禾實驗小學土地，邀請日本設計大獎得主龔書章與CitiCrafts建築作坊聯手設計「CMP BLOCK」美學空間，7月開放啟用；同年，代表台灣榮獲「2010年全球卓越建築獎」商用不動產類首獎。
- 2012年7月，結合全國飯店B館拆除的建築空間與CMP BLOCK空間，成立「勤美術館」。
- 2013年4月，勤美集團宣佈將與國際連鎖飯店集團洲際酒店集團合作，在台中（勤美術館位置）興建該集團等級最高的洲際酒店（InterContinental）。另外還將興建二棟頂級豪宅（璞真建設）及教堂與藝術館將同步動工[4]。9月6日，勤美集團以新台幣48.96億元將勤美誠品綠園道大樓出售給南山人壽，隨後雙方簽訂15年期的營業租賃契約[5]。
- 2019年3月，勤美之森開發案（位於原 勤美術館土地）動工，開發內容包含勤美洲際酒店、長老教會教堂、藝術館與兩棟住宅大樓。
- 預計2022年第三季，勤美之丘開發案動工，開發內容包含營業面積約8,000坪的勤美誠品綠園道二館，與一棟住宅大樓。[6]

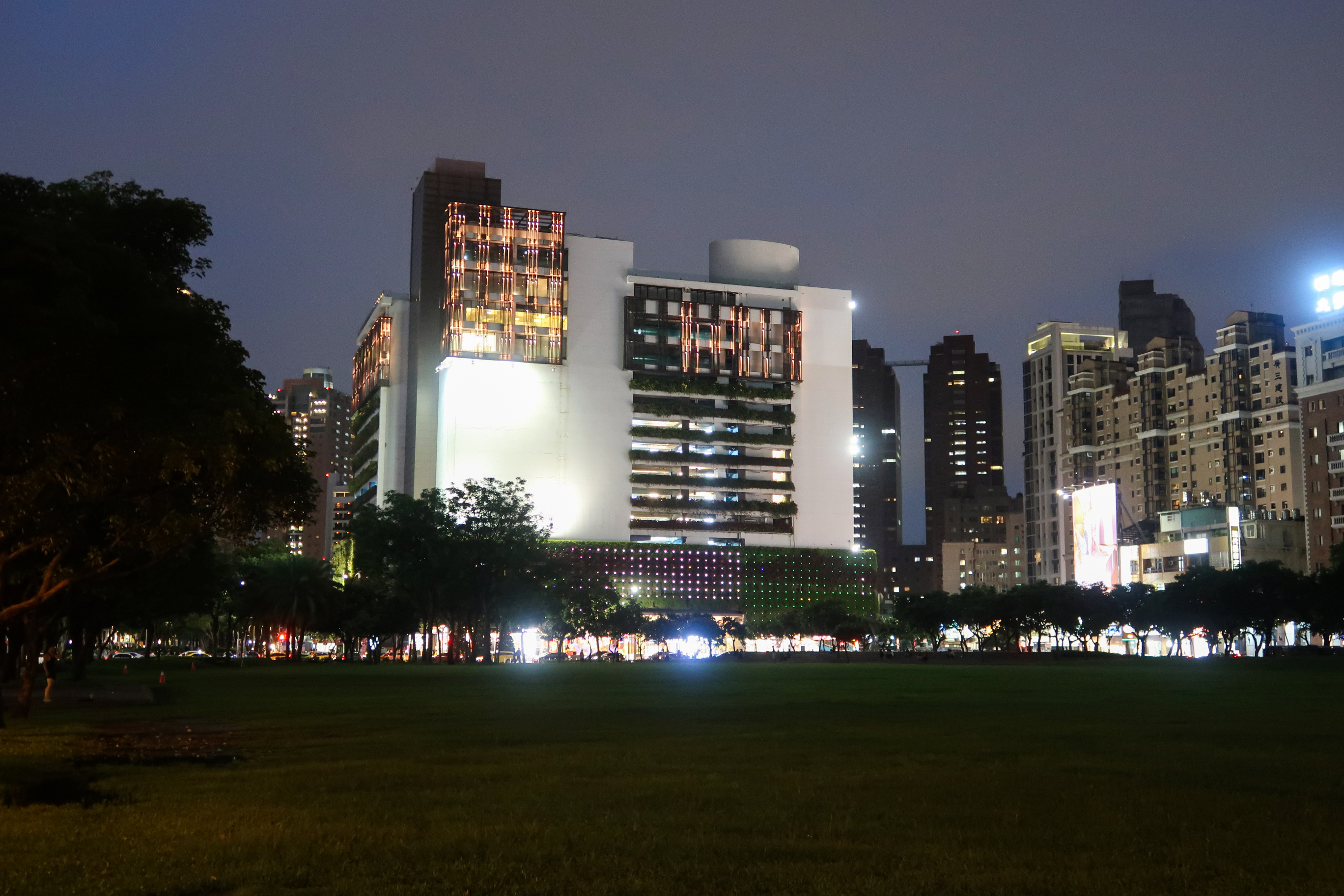
於市民廣場望向勤美誠品綠園道商場
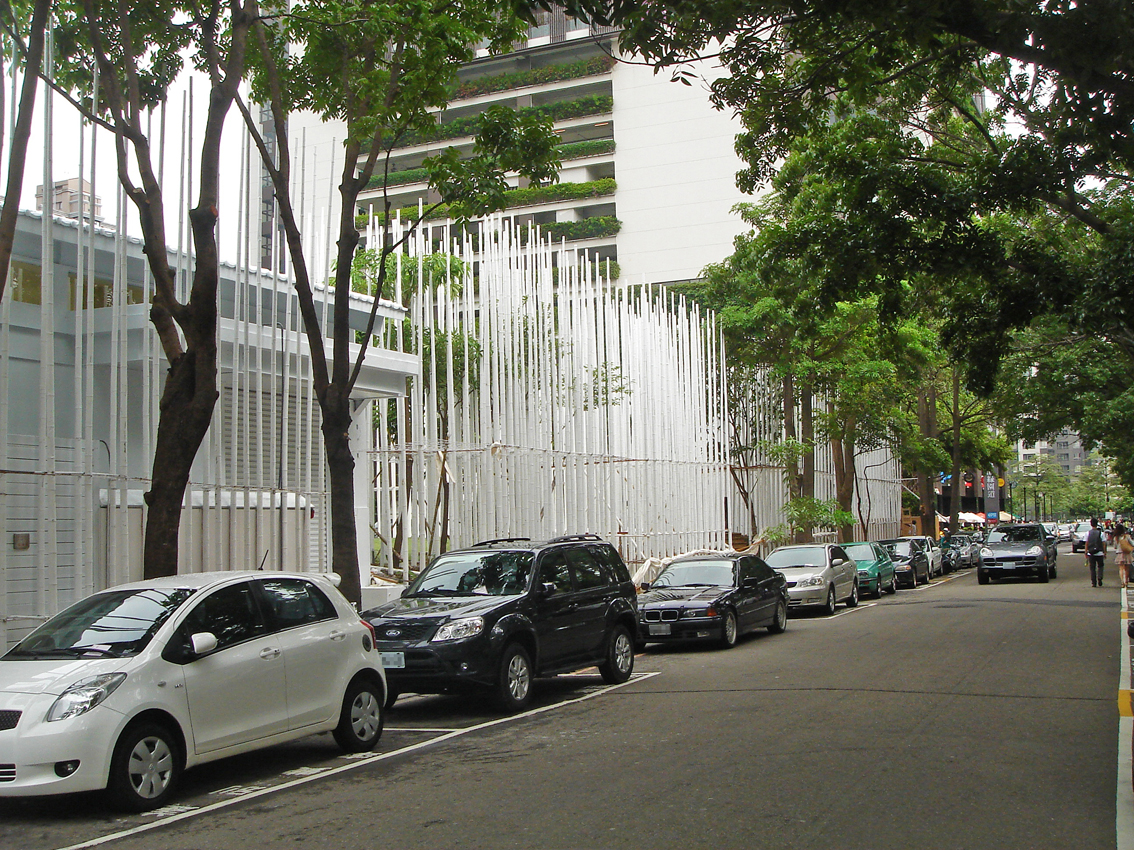
2012年前的經國園道旁的勤美CMP BLOCK
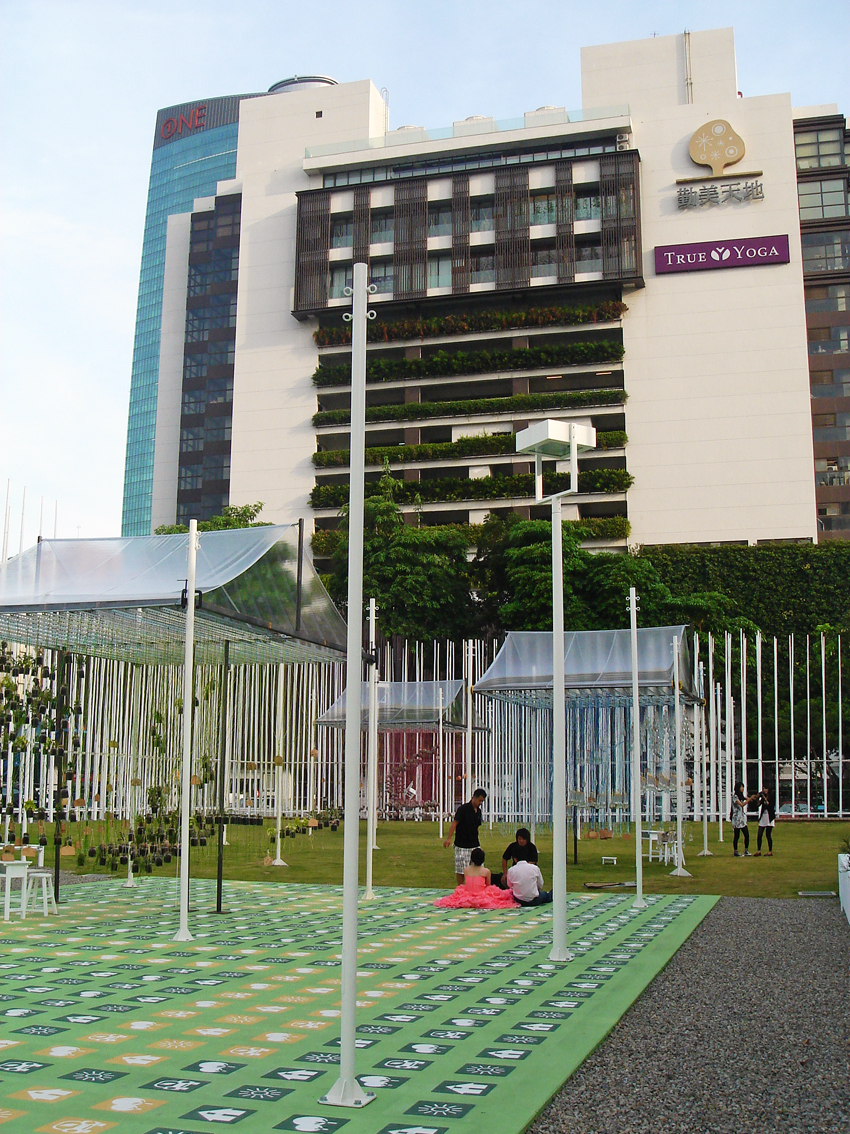
2012年前的勤美CMP BLOCK中庭
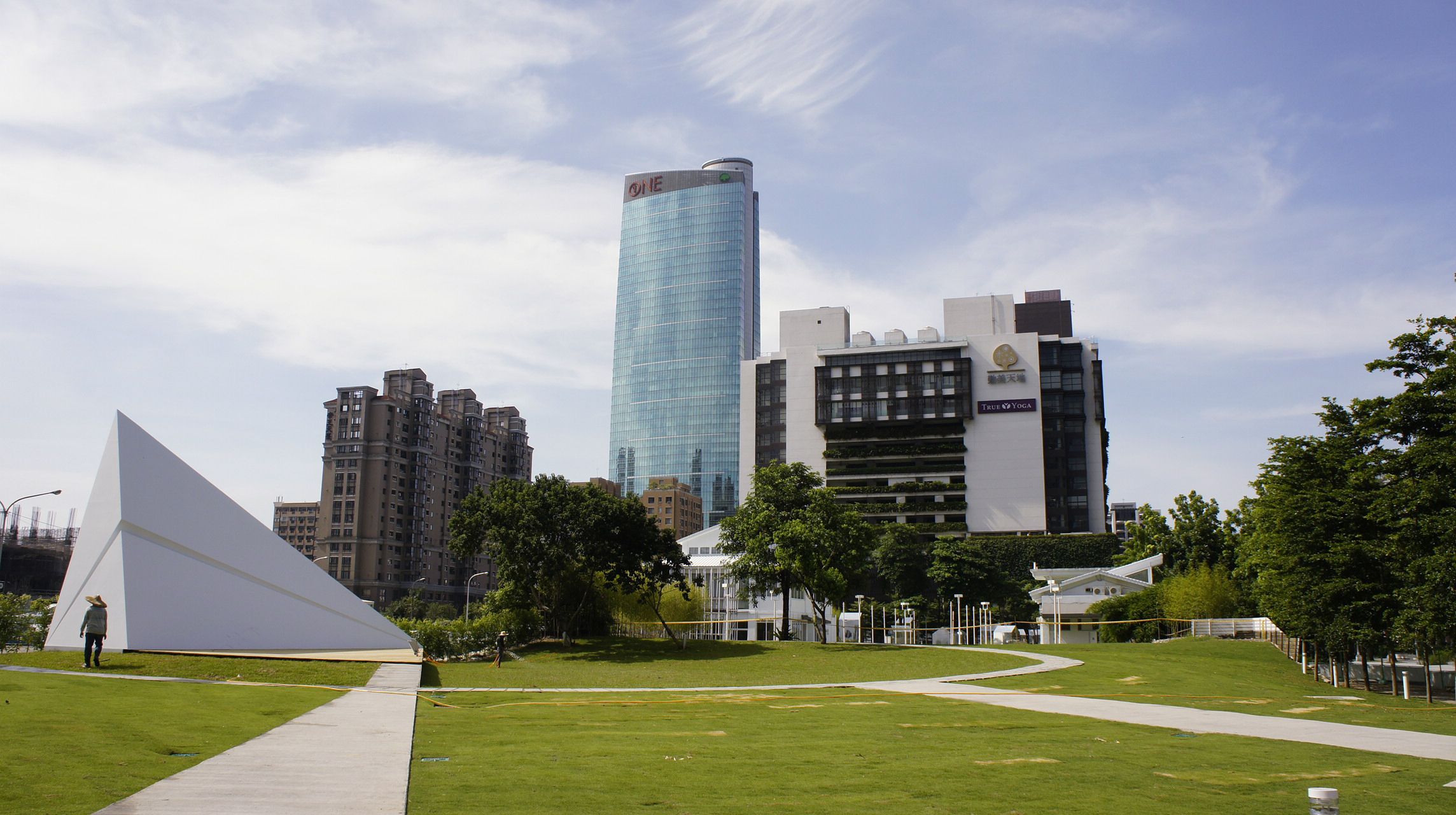
原 勤美術館戶外區
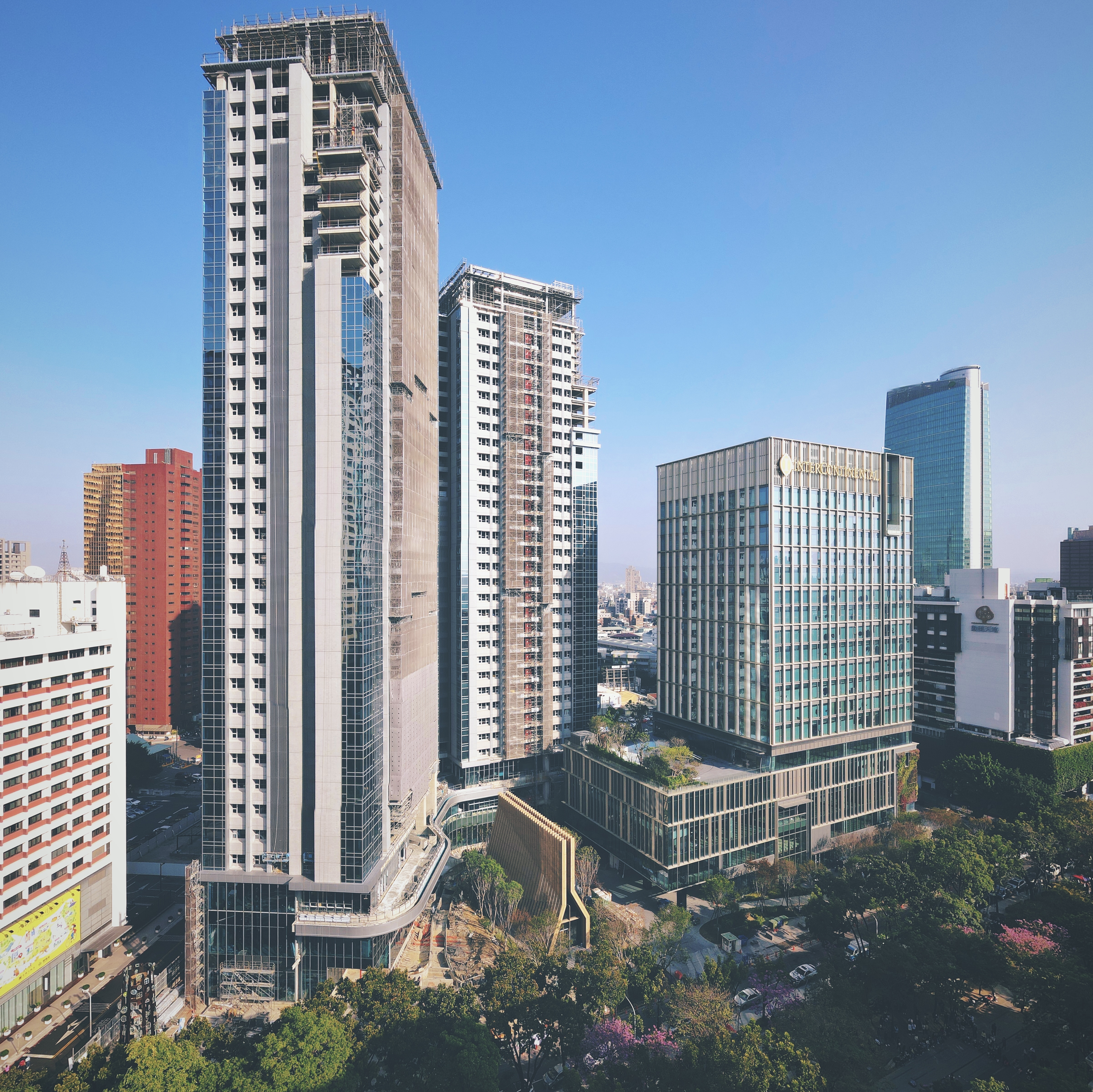
勤美之森

## 商場介紹

### 建築與設施

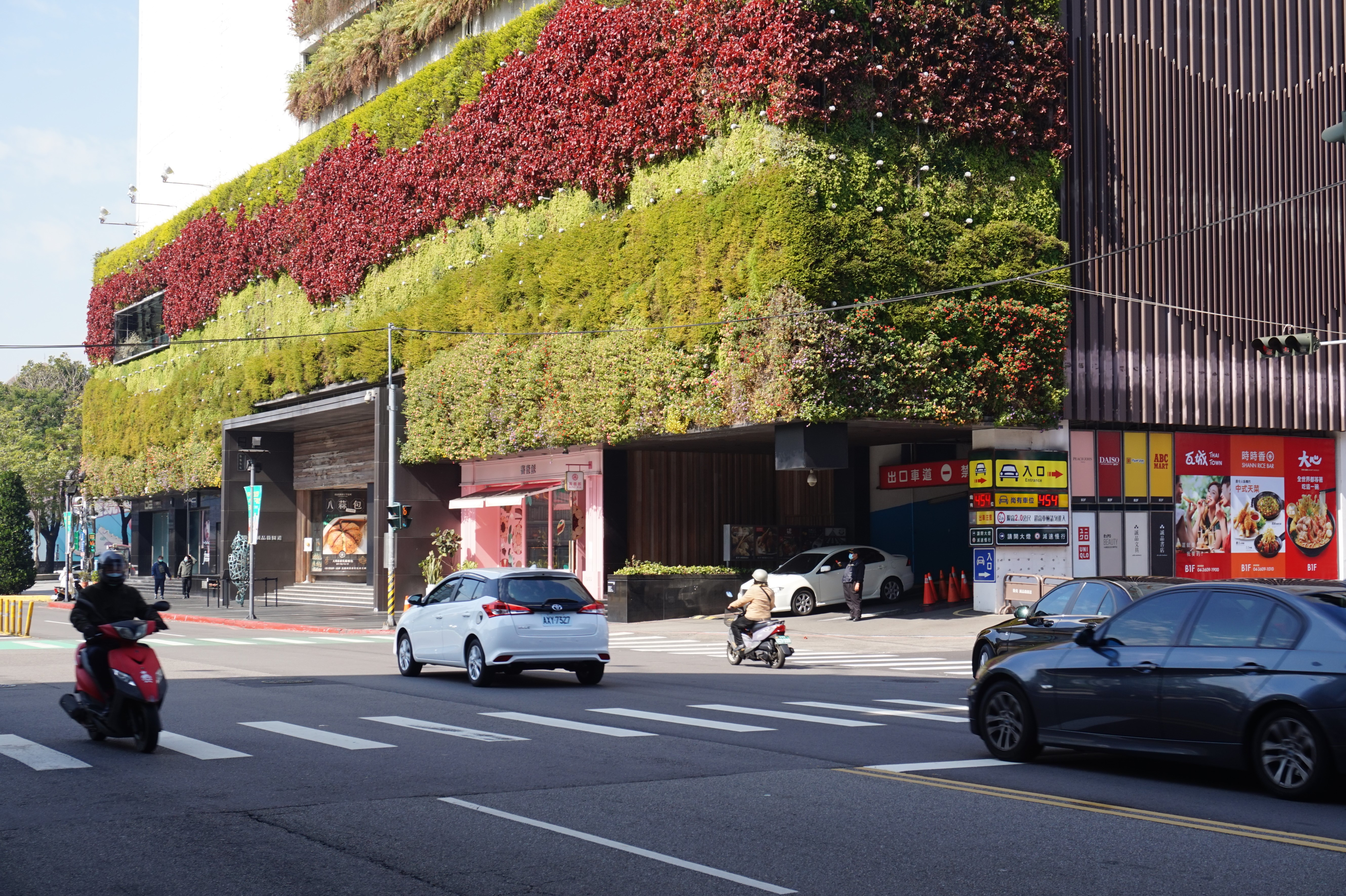
商場位於公益路一側的室外植生牆

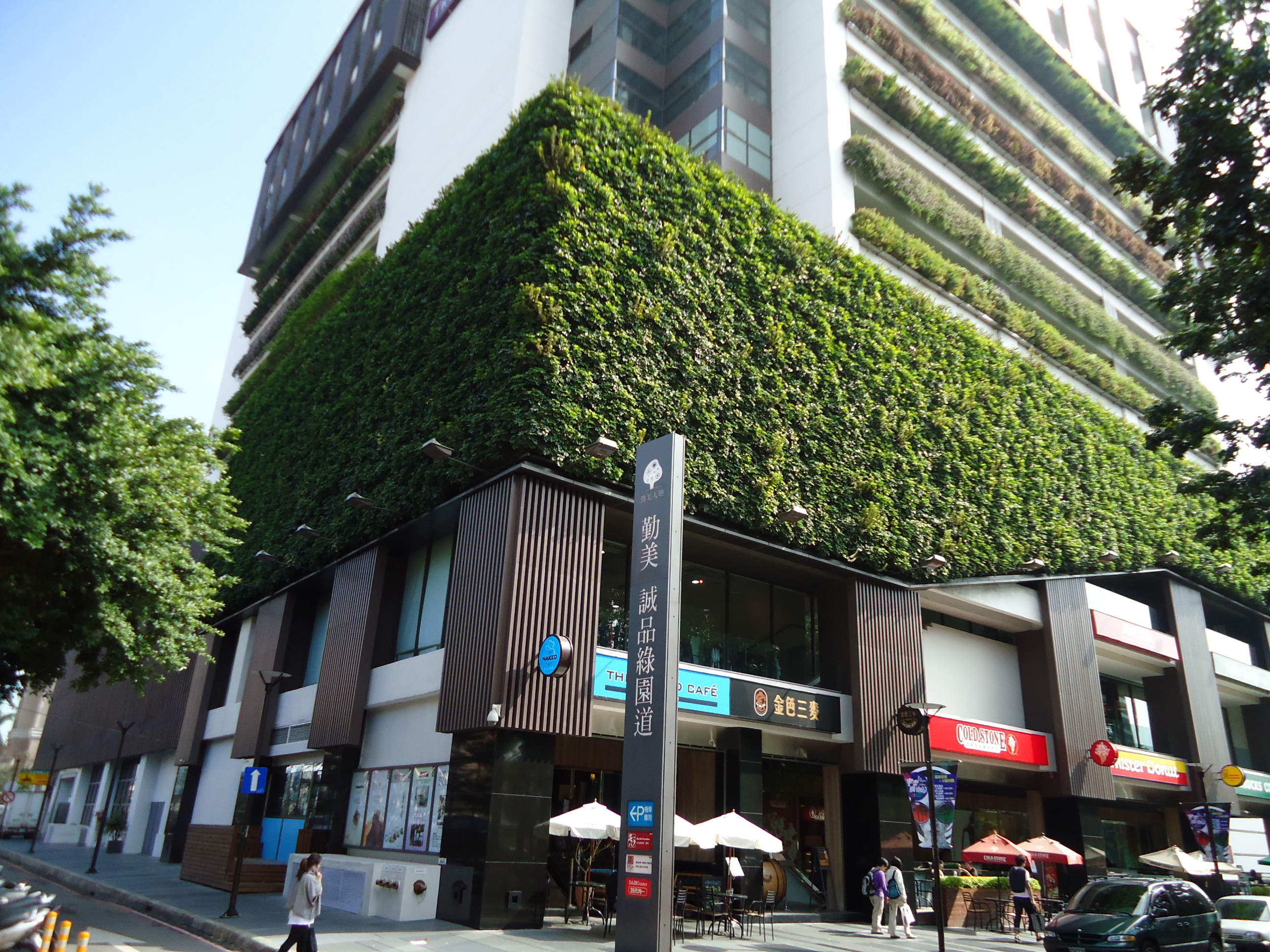
商場位於經國園道一側的室外植生牆

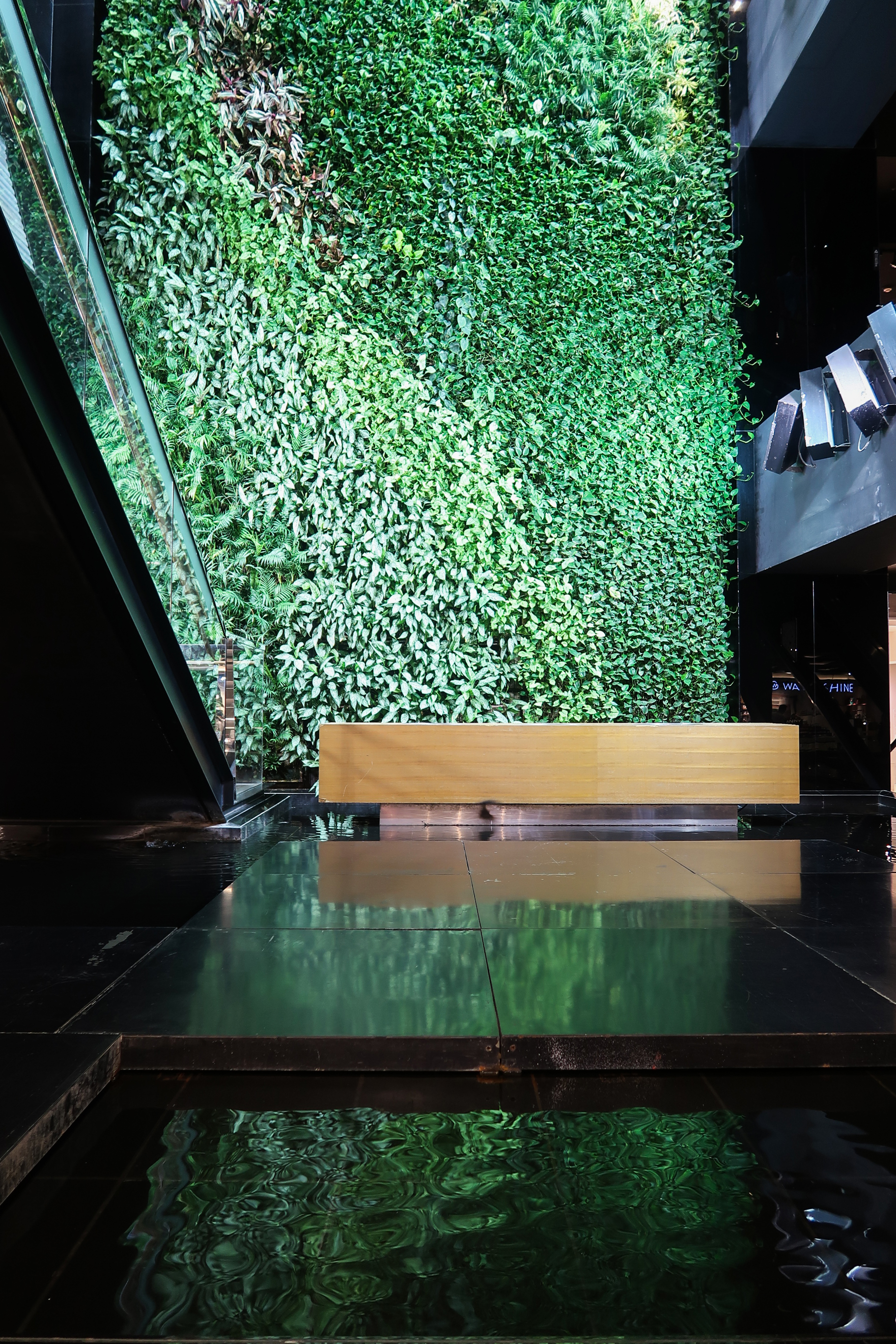
商場挑高空間設置20公尺高的室內植生牆和水池

商場大樓由知名建築師陳瑞憲與郭旭原重新改裝設計，室外植生牆共有118,300株植栽，當時為亞洲最大的植生牆；高達20公尺的室內植生牆由地下2層延伸至地上3層，共計13,200株植栽。

### 樓層空間
- 15F～14F：Star Hostel誠星青年旅館
- 12～13F：UFC GYM
- 4～14F：停車場
- 3F：誠品文化
- 2F：摩登風潮
- 1F：創意時尚
- B1F：風味美饌
- B2F：流行生活

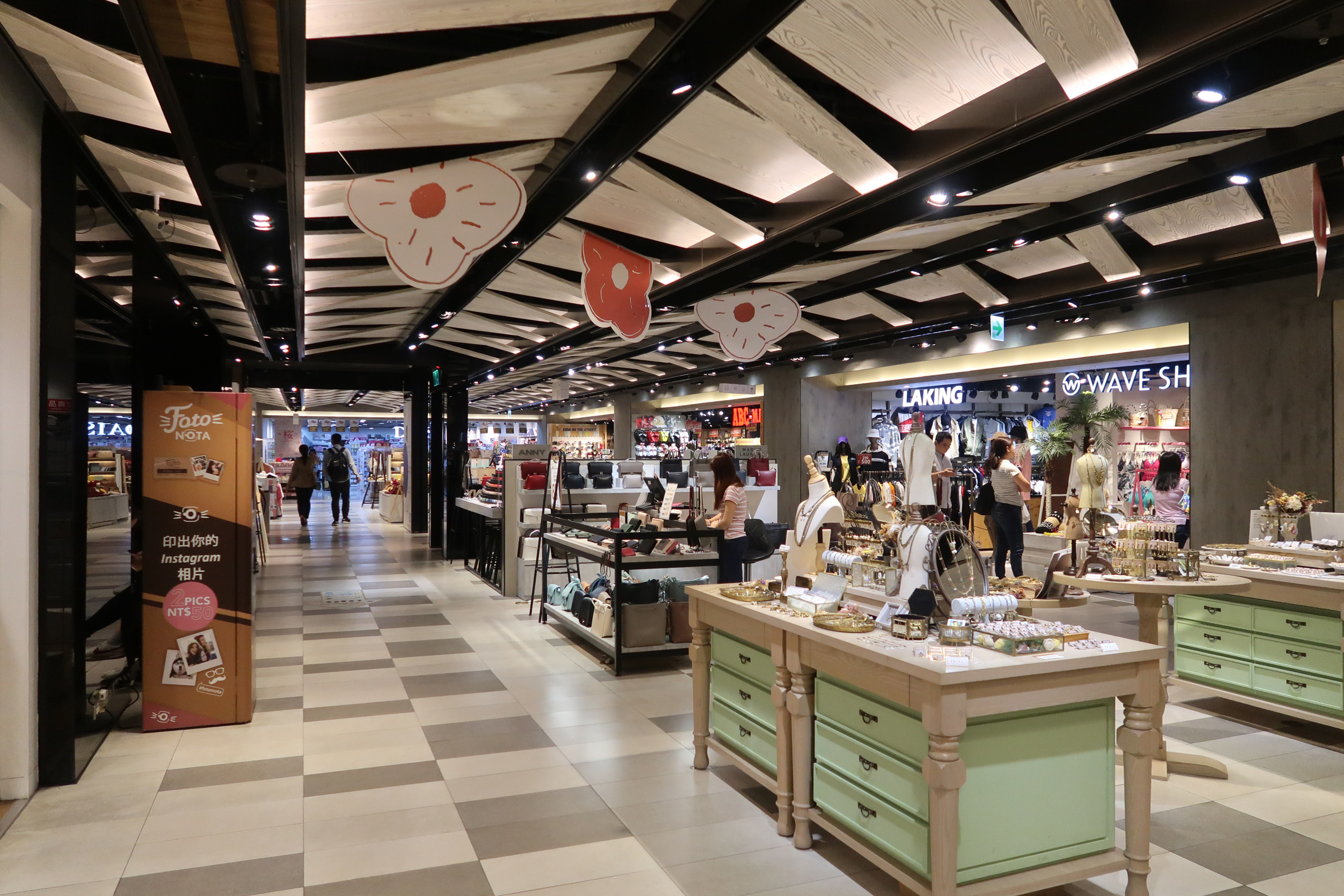
B2層 流行生活
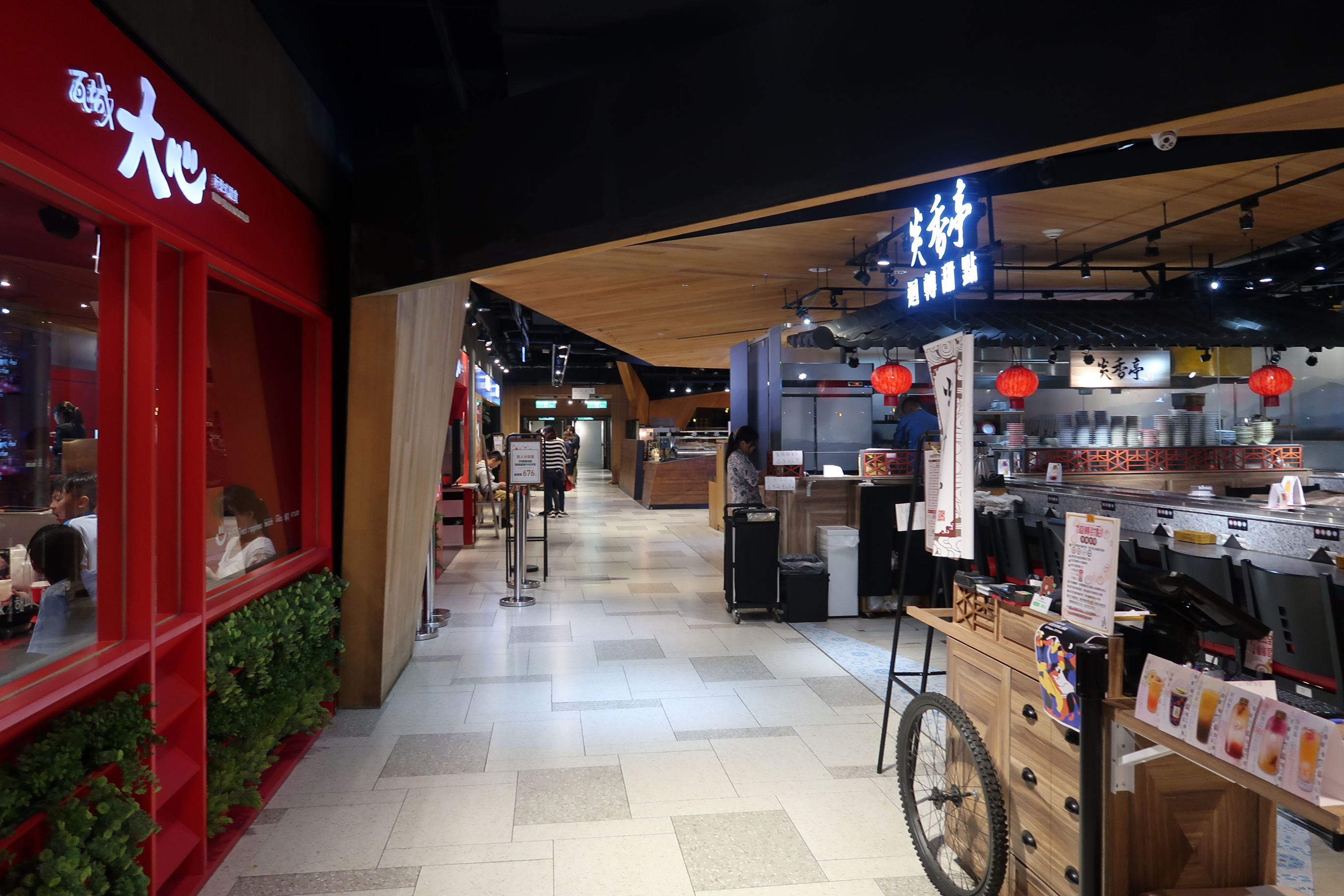
B1層 風味美饌
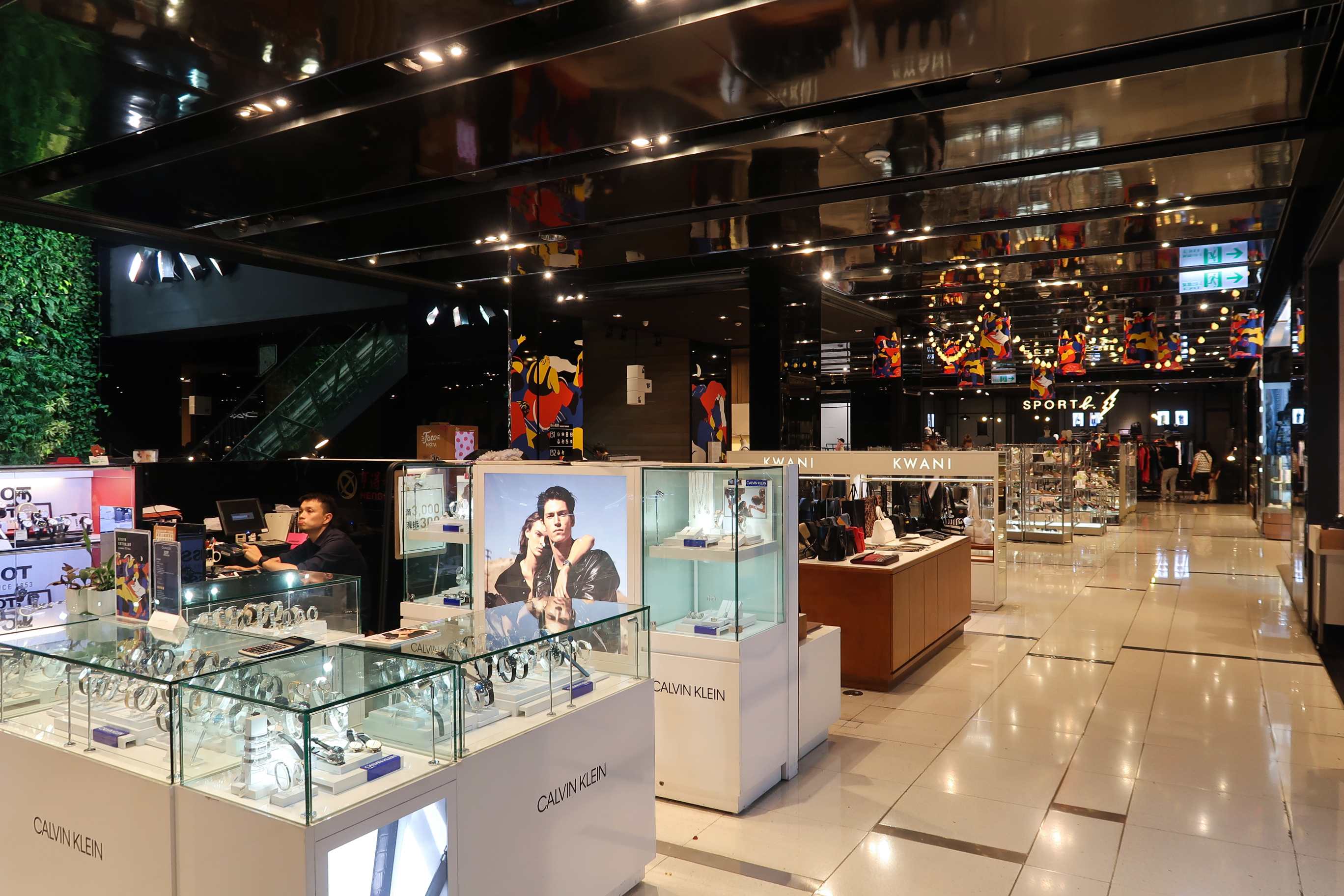
1樓 創意時尚
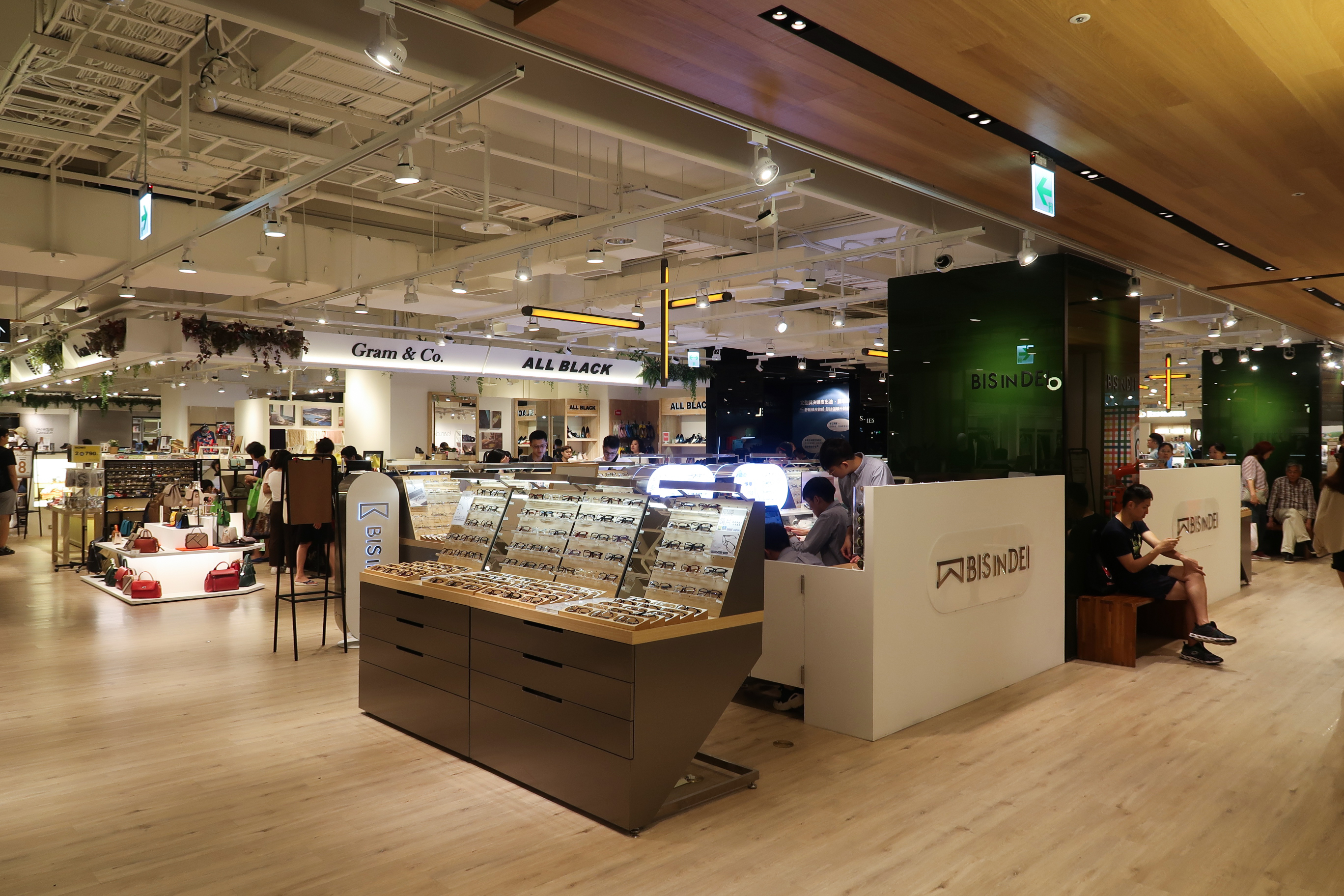
2樓 摩登風潮
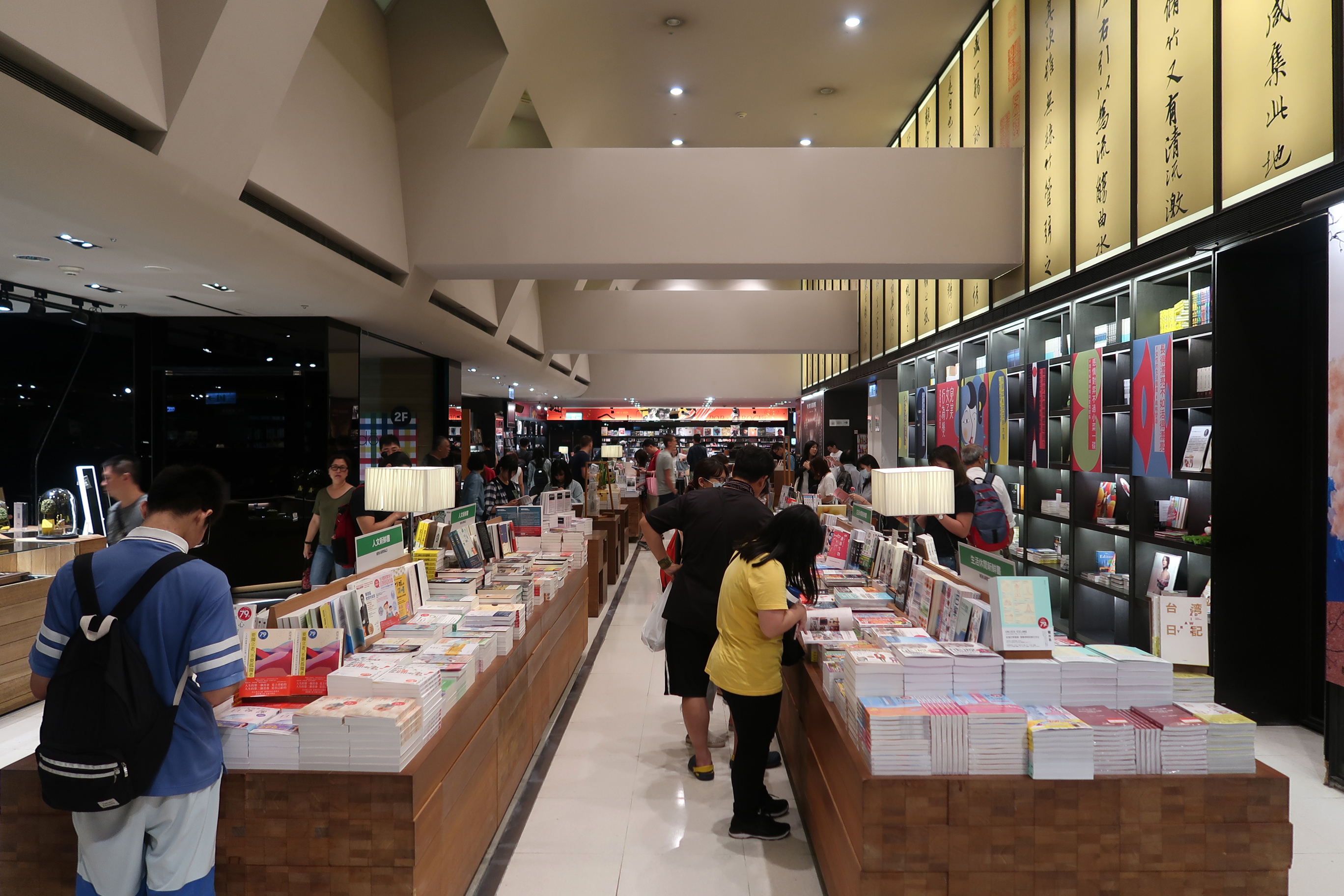
3樓 誠品文化

### 營業時間
|                          | 週一~週五                     | 週六、日與例假日                         |
| ------------------------ | ----------------------------- | ---------------------------------------- |
| B2F / B1F / 1F / 2F / 3F | (平日) 11:00am ~ 09:30pm      | (假日)11:00am ~ 09:30pm                  |
| STARBUCKS                | (週日~週四) 07:00am ~ 10:00pm | (週五~週六) 07:00am ~ 10:00pm            |
| CAFÉ ACME                | (週日~週四) 08:00am ~ 09:30pm | (週五~週六) 08:00am ~ 11:00pm            |
| 金色三麥                 | (週日~週四) 11:00am ~ 23:00pm | (週五、週六、例假日前) 10:30am ~ 00:00am |

## 周邊
- 全國大飯店
- 經國園道
- NOVA資訊廣場
- 范特喜微創文化中興街文創聚落

## 新聞事件
- 2024年4月17日，勤美誠品綠園道商場3樓的誠品書店，於下午兩點多驚傳遭人潑灑汽油，幸好保全及時制止，警方獲報到場逮捕王姓男子，發現他帶著兩桶10公升的汽油，一度拿打火機試圖點燃。經查，王男疑似情緒不穩定，不滿家人要求他就醫，憤而離家出走，因求職不順、經濟有困難，才會出現嚴重脫序行為，警方訊後依違反公共危險罪等移送法辦，檢察官複訊後聲請羈押。[8]

- 2025年2月24日，勤美誠品綠園道商場11樓的停車場，於下午2點，一名年約50多歲男性因不明原因墜下，頭部重創當場死亡。男子倒臥地點在星巴克前，墜下後撞擊大樓照明設備，再撞上星巴克玻璃，店家緊急貼出公告，宣布暫時停止營業。[9]

- 2025年3月18日，台中市勤美誠品15時許傳出死亡墜樓案件，現場一名23歲的女子從高處墜落，倒臥在一樓人行道上，明顯死亡。[10]

- 2025年4月11日，台中勤美誠品商場凌晨1時許傳出一起墜樓案，一名26歲的女子被發現倒臥在連鎖咖啡廳外人行道上，頭部受到重創，已經沒有呼吸心跳，經緊急搶救仍宣告不治。[11]

## 外部連結
- 勤美誠品綠園道 （页面存档备份，存于）
  - 勤美 誠品綠園道的Facebook專頁
  - YouTube上的勤美 誠品綠園道頻道
  - 台灣公司資料 （页面存档备份，存于）
- 勤美術館 （页面存档备份，存于）
  - 勤美術館的Facebook專頁